# Troy Murphy
Pour les articles homonymes, voir Murphy.
Troy Murphy, né le 2 mai 1980 à Morristown au New Jersey, est un joueur américain de basket-ball évoluant aux postes de pivot et d'ailier fort.

## Biographie
Il est drafté en 14e position en 2001 par les Golden State Warriors. Il est transféré aux Indiana Pacers en janvier 2007 dans le cadre d'un échange incluant huit joueurs. Excellent au rebond, il est aussi l'un des meilleurs tireurs à 3 points de la NBA à son poste.
Le 23 février 2011, il est envoyé aux Golden State Warriors avant d'être coupé 5 jours plus tard. Le 2 mars 2011, il signe avec les Celtics de Boston. Le 17 décembre 2011, il signe avec les Los Angeles Lakers comme agent libre.
Le 1er novembre 2012, il signe un contrat d'une saison avec les Dallas Mavericks.
Il prend sa retraite en 2015 après 12 saisons passées sur les terrains.

## Palmarès
- Champion de la Division Pacifique en 2012 avec les Los Angeles Lakers.

## Records sur une rencontre en NBA
Les records personnels de Troy Murphy en NBA sont les suivants, :
| Type de statistique        | Saison régulière | Saison régulière        | Saison régulière | Playoffs | Playoffs                  | Playoffs      |
| Type de statistique        | Record           | Adversaire              | Date             | Record   | Adversaire                | Date          |
| -------------------------- | ---------------- | ----------------------- | ---------------- | -------- | ------------------------- | ------------- |
| Points                     | 30               | Celtics de Boston       | 6 décembre 2004  | 3        | @ Nuggets de Denver       | 10 mai 2012   |
| Paniers marqués            | 12               | Heat de Miami           | 2 avril 2010     | 1        | @ Nuggets de Denver       | 10 mai 2012   |
| Paniers tentés             | 22               | Heat de Miami           | 12 janvier 2005  | 1        | @ Nuggets de Denver       | 10 mai 2012   |
| Paniers à 3 points réussis | 7                | Jazz de l'Utah          | 10 mars 2009     | 1        | @ Nuggets de Denver       | 10 mai 2012   |
| Paniers à 3 points tentés  | 10               | Rockets de Houston      | 14 décembre 2005 | 1        | @ Nuggets de Denver       | 10 mai 2012   |
| Lancers francs réussis     | 12               | Nuggets de Denver       | 3 décembre 2002  | -        | -                         | -             |
| Lancers francs tentés      | 14               | Jazz de l'Utah          | 4 novembre 2005  | -        | -                         | -             |
| Rebonds offensifs          | 9                | Clippers de Los Angeles | 23 janvier 2006  | 1        | @ Knicks de New York      | 22 avril 2011 |
| Rebonds défensifs          | 19               | Wizards de Washington   | 24 mars 2010     | 2        | @ Nuggets de Denver       | 10 mai 2012   |
| Rebonds totaux             | 22               | @ Bucks de Milwaukee    | 8 mars 2003      | 2        | @ Nuggets de Denver       | 10 mai 2012   |
| Passes décisives           | 7                | 5 fois                  | 5 fois           | -        | -                         | -             |
| Interceptions              | 5                | Jazz de l'Utah          | 25 novembre 2006 | -        | -                         | -             |
| Contres                    | 3                | 9 fois                  | 9 fois           | -        | -                         | -             |
| Balles perdues             | 7                | Bucks de Milwaukee      | 21 décembre 2009 | 2        | @ Thunder d'Oklahoma City | 14 mai 2012   |
| Minutes jouées             | 48               | Grizzlies de Memphis    | 13 janvier 2003  | 6        | @ Nuggets de Denver       | 10 mai 2012   |

- Double-double : 218
- Triple-double : 0